# Seeschifffahrtsstraße
Als Seeschifffahrtsstraßen werden in Deutschland die Wasserflächen bezeichnet, auf denen die Seeschifffahrtsstraßen-Ordnung (SeeSchStrO) gilt.
Darunter fallen die folgenden Wasserflächen:
- die Wasserflächen zwischen Küstenlinie bei mittlerem Hochwasser oder der seewärtigen Begrenzung der Binnenwasserstraßen und einer Linie von drei Seemeilen Abstand seewärts der Basislinie,
- die durchgehend durch Sichtzeichen des Lateralsystems bezeichneten Wasserflächen der seewärtigen Teile der Fahrwasser sowie
- die Wasserflächen zwischen den Ufern einiger angrenzenden Binnenwasserstraßen und Kanäle.[1] Dazu zählen z. B. die Unterelbe ab Oortkaten (km 607,50), die Unterweser inklusive der unteren Hunte (24,63 km) und der Nord-Ostsee-Kanal.

## Verkehrsregeln
Auf den Seeschifffahrtsstraßen gelten die Kollisionsverhütungsregeln (KVR), es sei denn, die Seeschifffahrtsstraßen-Ordnung besagt ausdrücklich etwas anderes. So gelten auf den Seeschifffahrtsstraßen einige Abweichungen von den Kollisionsverhütungsregeln.

### Rechtsfahrgebot
„Ein Fahrzeug, das der Richtung eines engen Fahrwassers [als solches ist eine Seeschifffahrtsstraße zu betrachten, Anm. d. Verf.] oder einer Fahrrinne folgt, muss sich so nahe am äußeren Rand des Fahrwassers oder der Fahrrinne an seiner Steuerbordseite halten, wie dies ohne Gefahr möglich ist.“

### Vorfahrt
Fahrzeuge, die dem Verlauf eines Fahrwassers einer Seeschifffahrtsstraße folgen und der Verlaufsrichtung nicht mehr als 10° in irgendeine Richtung abweichen, gelten als durchgehende Schifffahrt. Die durchgehende Schifffahrt hat Vorfahrt gegenüber Fahrzeugen, die das Fahrwasser queren (also mehr als 10° von dem Fahrwasserverlauf abweichen), in das Fahrwasser einlaufen oder im Fahrwasser drehen.

### Nebel
Die Regeln der Seeschifffahrtsstraßen-Ordnung gelten auf Seeschifffahrtsstraßen immer, auch bei Nebel.

### Engstellen
An Fahrwasserstellen, die zu eng sind, dass zwei Fahrzeuge gleichzeitig hindurchpassen, ist die Vorfahrt wie folgt geregelt:
- in Tidegewässern mit Strömung hat das Fahrzeug Vorfahrt, das mit dem Strom fährt;
- in Tidegewässern ohne Strömung hat das Fahrzeug Vorfahrt, das vorher gegen den Strom gefahren ist;
- in tidefreien Gewässern ohne Strömung hat das Fahrzeug Vorfahrt, das die Steuerbordseite des Fahrwassers zu benutzen hat.[4]

## Führerscheinpflicht
Alle Führer von Sportbooten, die mit ihrem Sportboot, welches eine Motorleistung von mehr als 11,03 kW hat, auf deutschen Seeschifffahrtsstraßen fahren, müssen im Besitz des Sportbootführerscheins See sein.